# Lijst van rivieren in Nepal

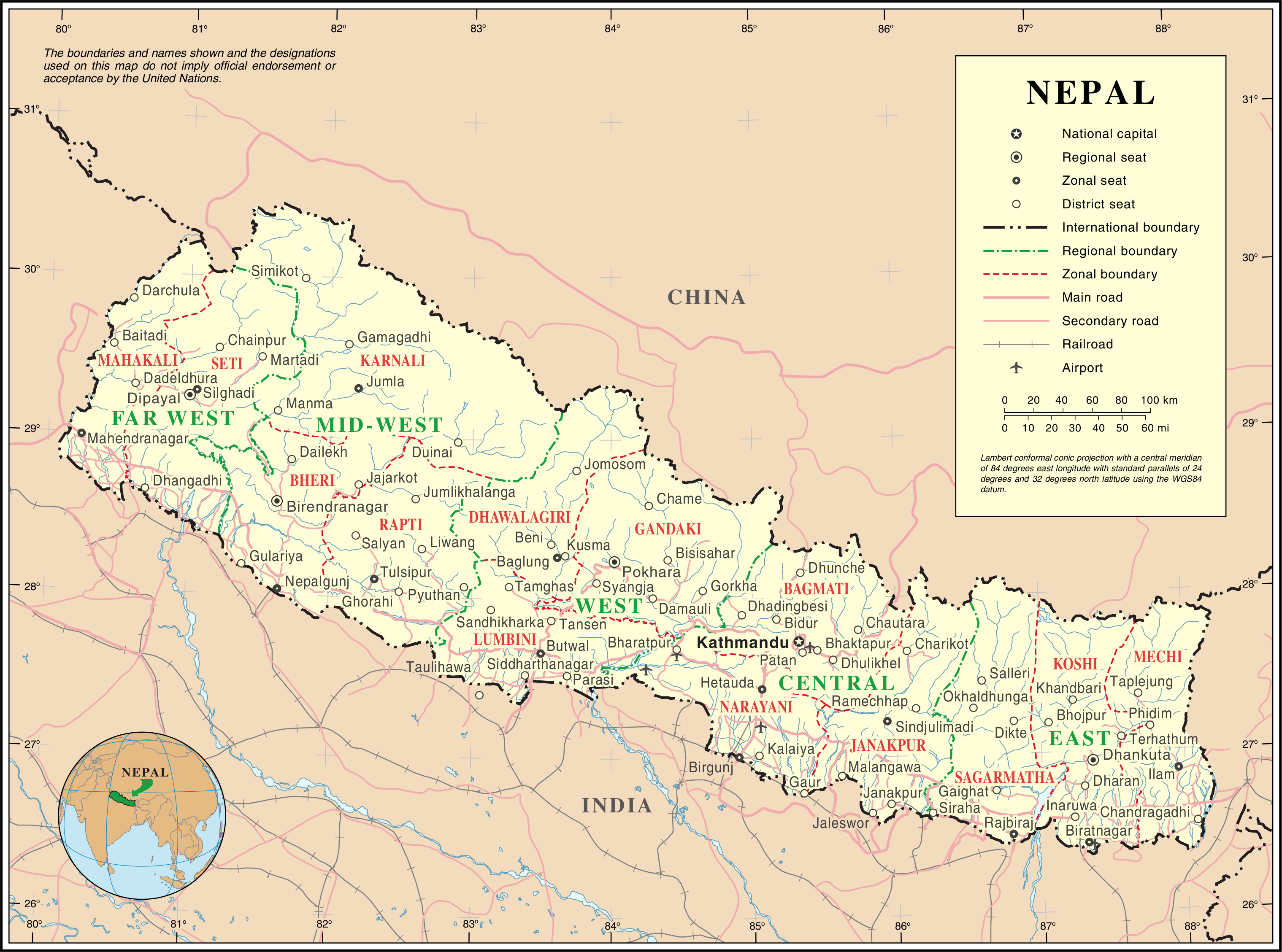
Kaart van Nepal.

Dit is een lijst van rivieren in Nepal. De rivieren in Nepal horen bij het stroomgebied van de Ganges die in zuidoostelijke richting door India stroomt en in de Golf van Bengalen uitmondt. De rivieren in deze lijst zijn geordend naar stroomgebied en de opeenvolgende zijrivieren zijn ingesprongen weergegeven onder de naam van elke hoofdrivier. De zijrivieren die in India ontspringen zijn niet opgenomen in deze lijst. 

## Golf van Bengalen
- Ganges (India)
  - Mahananda (India)
    - Kankai
      - Yubraj

    - Sunkoshi
      - Dudh Koshi
        - Imja Khola
        - Hongu

      - Liku of Likhu Khola
      - Bhote Koshi (Tama Kosi)
      - Indravati

  - Bagmati
    - Kamala
    - Lakhandei
    - Bisnumati

  - Gandaki (Narayani) (Kali Gandaki)
    - Binai
    - Oost Rapti
    - Trishuli
      - Seti Gandaki
      - Marshyangdi
      - Budhi Gandaki

    - Nisi
    - Madi

  - Ghaghara (Karnali)
    - West Rapti
      - Rohni
      - Tinau
        - Mari

      - Jimruk

    - Babai
      - Sharada Khola

    - Sarju
    - Mohan
      - Kandra

    - Bheri
      - Thuli Bheri
      - Sani Bheri

    - Thuli
    - Seti
      - Budhiganga

    - Sinja
    - Mugu Karnali
      - Langu
        - Panjang

    - Humla Karnali
      - Tanke

    - Sharda (Mahakali, Kali)
      - Surna
      - Chameliya
      - Kalapani